# Бланшар, Доминик
Доминик Бланшар (2 июня 1927, Париж — 19 ноября 2018, там же) — французская актриса театра и кино.
Дочь актёров Пьера Бланшара и Марты Вино (фр. Marthe Vinot). Была замужем за бельгийским актёром Яном Сервэ (брак распался в 1976 году).
В театре часто работала с режиссёром Луи Жуве («Школа жён», «Аполлон Марсакский», «Дон Жуан», «Ундина»). Дважды играла в постановках Марселя Тассенкура («Андромаха», «Топаз»). Альбер Камю задействовал Бланшар в своей постановке «Рыцаря из Ольмедо» Лопе де Веги. Среди других режиссёров, с которыми сотрудничала Бланшар, — Жан-Луи Барро, Жан ле Пулен, Жан Меркюр, Франсуа Перье. Награждена национальной театральной премией «Мольер» в номинации «Лучшая актриса второго плана» за роли в спектаклях Tout comme il faut (1997) и Les Femmes savantes (2000).
На киноэкране впервые появилась в 1949 году в фильме Жана Деланнуа «Тайна Майерлинга». В дальнейшем снималась у Анатоля Литвака, Луиса Саславски, Робера Верне и Пьера Гранье-Дефера, а также в картине Микеланджело Антониони «Приключение» (1960). После этого фильма в основном сосредоточилась на работе в театре и на телевидении. Среди прочего, сыграла на телевидении заглавную роль в экранизации «Евгении Гранде» (режиссёр Морис Казенёв), Марию Медичи в «Убийстве Кончино Кончини» Жерара Верже и Жана Шатне, мадам Мегрэ в ряде серий телесериала о комиссаре Мегрэ.
Умерла в Париже 19 ноября 2018 года. Кремирована на кладбище Пер-Лашез 26 ноября.